# Michel-Jules-Joseph-Marie Bernard
Michel Jules Joseph Marie Bernard CSSp (* 16. November 1911, Avranches, Frankreich; † 2. Januar 1993, Chevilly-Larue) war ein französischer Missionar der Spiritaner, der von 1950 bis 1954 Apostolischer Vikar in Conakry war, später Erzbischof in Brazzaville in Französisch-Äquatorialafrika (1954–1964) sowie Erzbischof in Nouakchott von 1965 bis 1973.

## Leben

### Jugend
Michel Bernard wurde in eine zutiefst christliche Familie hinein geboren. Er studierte an der Institution Notre-Dame d’Avranches, begann dann im September 1930 ein Noviziat bei der Missionsgesellschaft vom Heiligen Geist unter dem Schutz des Unbefleckten Herzens Mariens. Nachdem er 1931 in Orly seine Ordensgelübde abgelegt hatte, setzte er seine Ausbildung in der Tradition der Spiritaner in Mortain und am Priesterseminar in Chevilly fort. Zwischen 1934 und 1936 ging er zu einem Lehrauftrag nach Kamerun, als Lehrer am Seminar in Akono. Am 13. September 1935 legte er in Yaoundé seine ewigen Gelübde ab.

### Priesterschaft
Am 29. September 1938 wurde Bernard in Chevilly zum Priester geweiht. Im Juli 1939 war er einsatzbereit und wurde nach Kamerun beordert, aber seine Abreise 1939 verzögerte sich da er zunächst Militärdienst ableisten musste, später bei der Militärzensur.
Nach dem Waffenstillstand im Juni 1940 wurde Bernard demobilisiert und zuerst nach Edéa in Bassa in Kamerun, dann von 1943 bis 1948 nach Eséka. 1948 wurde sein Bischof, Monsignore Pierre Marie Bonneau, zum Leiter des katholischen Bildungssystems in Douala ernannt, und Bernard wurde darum 1949 automatisch zum Generalvikar.

### Bischof, Apostolischer Vikar für Conakry
Im Alter von 39 Jahren, 1950, wurde Bernard zum Apostolischen Vikar in Conakry in Guinea, wo, anders als in Kamerun, die Christen nur eine Minderheit unter einer Mehrheit von Muslimen bildeten. Er gründete mehrere neue Missionen, unter anderem in Katako, Saint-Michel de Koléa und Labé.

### Apostolischer Vikar in Brazzaville
Vier Jahre später wurde er als Apostolischer Vikar nach Brazzaville im Französischen Kongo versetzt, als Nachfolger von Bischof Paul Biéchy, der aus gesundheitlichen Gründen zurückgetreten war.
Er verfügte über solide Erfahrung und Organisationstalent und gründete im rasch wachsenden Brazzaville mehrere Pfarreien (Saint-Kisito, Saint-Charles-Lwanga de Bacongo), sowie in Moungali, Kingoma, Mouleke (Poto-Poto). Außerdem reformierte er die umliegenden Gemeinden Mbanza Ndounga, Vinza, Kinkala, Goma Tsé-Tsé. Bildung war eine seiner Prioritäten und er gründete Seminare, katholische höhere Schulen, Berufsschulen und Haushaltsschulen. Es bildete sich ein effektivter Laienstand und er ordinierte zahlreiche Fidei donum-Priester; außerdem unterstützte er die Ordensschwestern, die vor allem in der Krankenpflege und im Schulunterricht tätig waren.

### Erzbischof
Als Brazzaville von Papst Pius XII. 1955 zur Erzdiözese erhoben wurde, wurde er deren erster Erzbischof. Er wusste auch, dass er mit dem Aufstieg der Entkolonialisierungsbewegeung den Weg für einen afrikanischen Nachfolger bereiten musste. Das Land errang 1960 seine Unabhängigkeit und Bernard wählte 1963 Msgr. Théophile Mbemba zum Weihbischof. Das Land war von starken Spannungen geprägt, während auf dem gegenüberliegenden Ufer des Kongo im ehemaligen Belgisch Kongo (État indépendant du Congo) regelmäßig Bürgerkrieg tobte. Bernard trat im Mai 1964 zurück und schuf Platz für die Benennung seines Nachfolgers.

### Mauretanien
Nach einem einjährigen Aufenthalt in Frankreich wurde er auf Wunsch von Papst Paul VI. als Missionar nach Mauretanien entsandt. In dem völlig muslimischen Land musste eine unabhängige lokale Kirche gegründet werden. Bis dahin waren die wenigen Gläubigen abhängig vom Bistum Saint-Louis du Sénégal im Nachbarland Senegal gewesen. Bernard blieb acht Jahre im Land und ging dann aufgrund körperlicher Erschöpfung in den Ruhestand.

### Letzte Jahre
Bernard kehrte nach Frankreich zurück, wo er sich dem Bischof von Bayeux-Lisieux, Jean Badré, zur Verfügung stellte. Insgesamt 14 Jahre lang organisierte er die Beichten in Saint-Pierre de Caen, war Seelsorger (Kaplan) der Ursulinen, organisierte Exerzitien, kümmerte sich um Veranstaltungen im Haus Notre-Dame und vieles mehr.
Er zog sich 1988 in das Ordenshaus nach Chevilly zurück, wo er am 2. Januar 1993 verstarb.